# Özgön (település)
Özgön város Kirgizisztán Os tartományában. Lakosságának száma a 2017-es becslések szerint 45 000 fő volt.

## Fekvése
A Kara-Darja folyó partjától 56 km-rel északkeletre, Os tartományban, a Fergána-völgy távolabbi keleti végén, attól a ponttól felfelé helyezkedik el, ahol a Kara-Darja eléri a völgyet.

## Leírása
A város 1025 méteres tengerszint feletti magasságban fekszik. Lakossága 51 918 fő, közülük 25 439 férfi és 26 479 nő. 24 etnikai csoport él a városban, többek között kirgizek, üzbégek, oroszok, tádzsikok, ujgurok és mások. A városban általános iskola, zeneiskola, óvoda, egyetemi és orvosi egyetem is található. Az ősi Özgön város történelmi jelentőségű Közép-Ázsiában, Szamarkand, Buhara és Xiva városokhoz hasonlóan. A városban az üzbég történeti építészet pár épségben maradt épülete tekinthető meg (12. századi mauzóleum és minaret), amelyek az egykori selyemút hajdan volt pezsgő kultúrájáról vallanak.

## Története

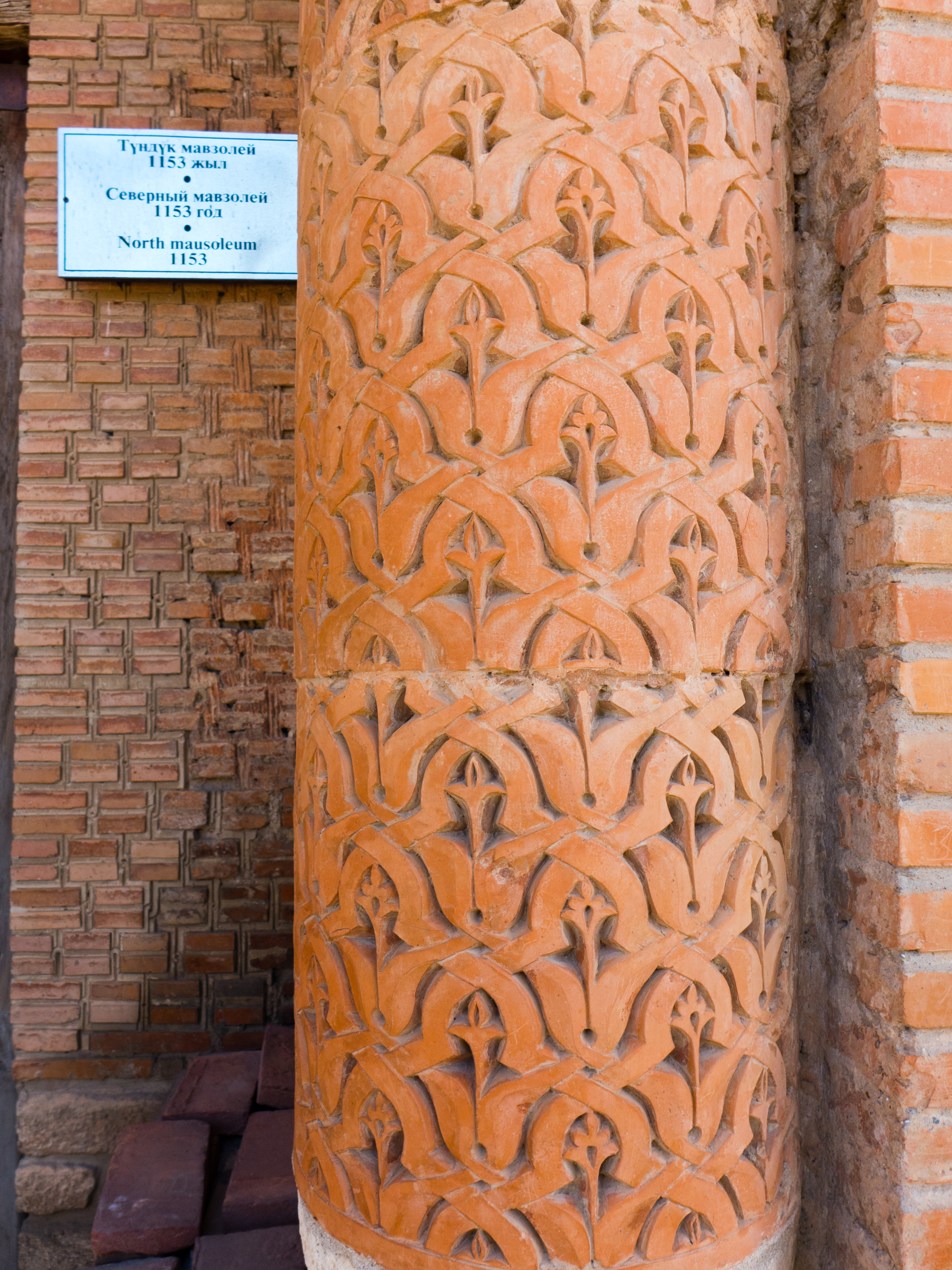
A Karahánida mauzóleum tulipános oszlop részlete

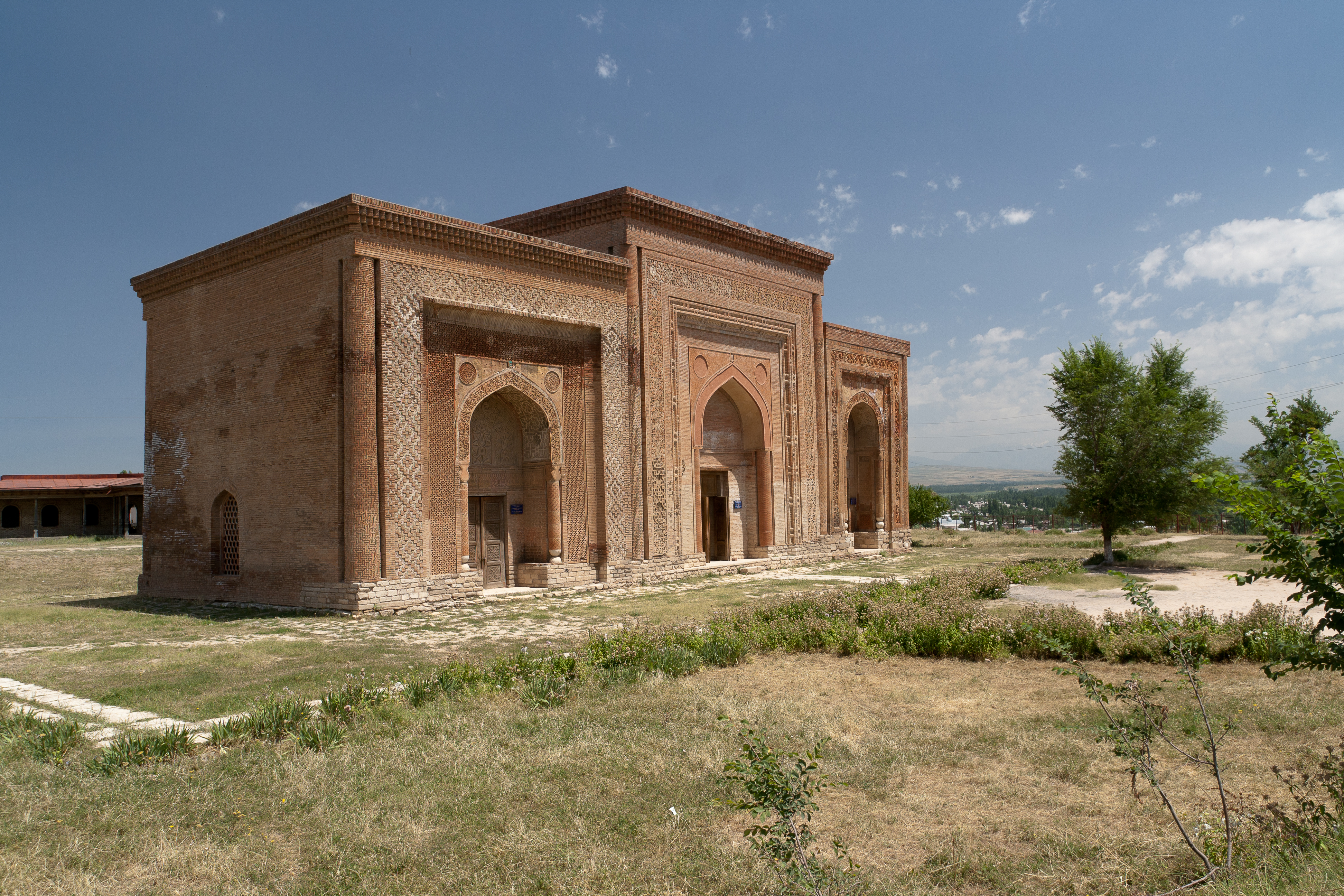
Özgön, karahánida mauzóleum

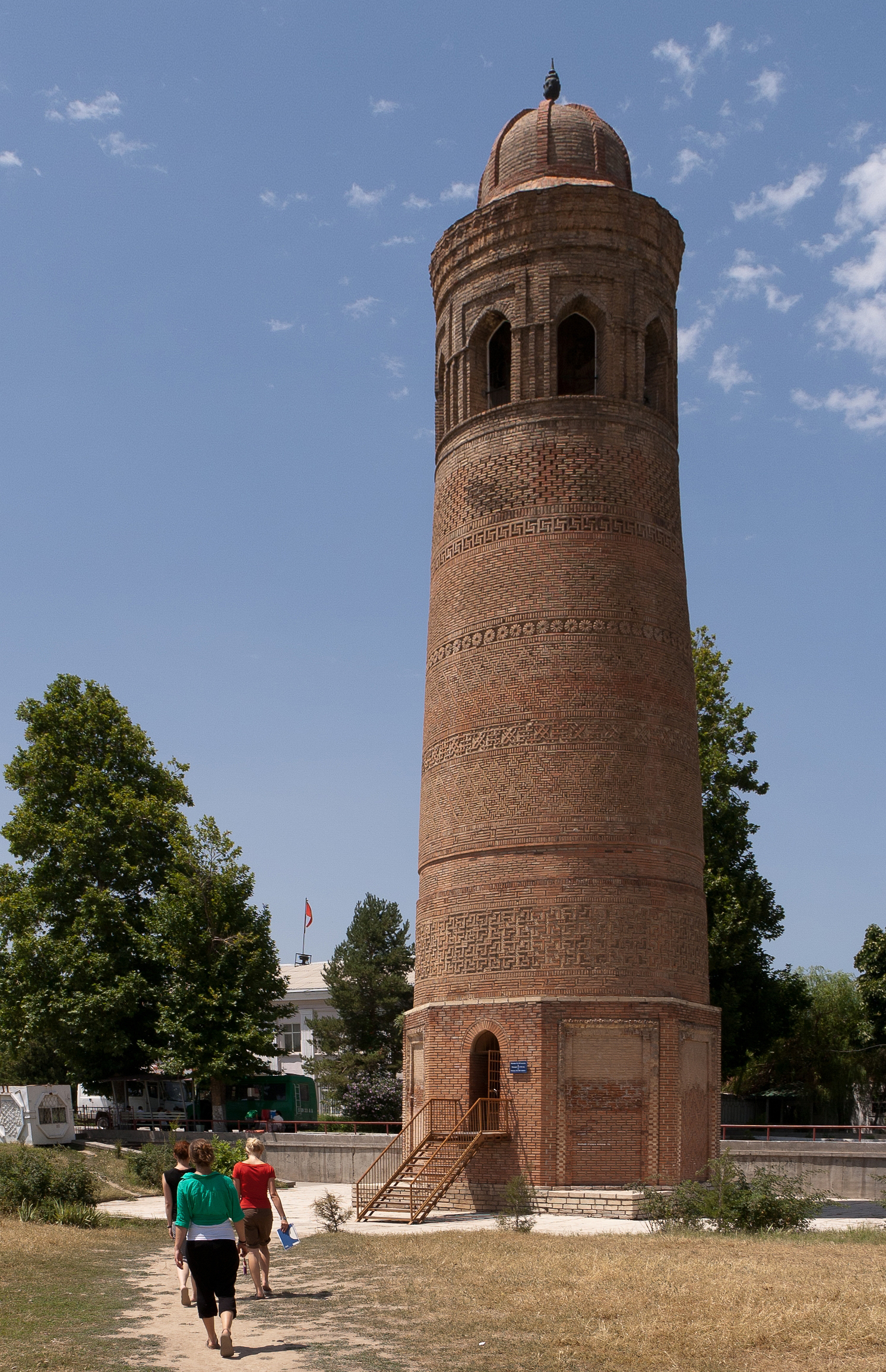
Özgön, minaret

A várost az időszámítás előtti kínai évkönyvek már említették. Korábban állítólag Nagy Sándor csapatai is állomásoztak itt. A település 1927 óta rendelkezik városjogokkal, de eredete a Kr. e. 2. és 1. századra vezethető vissza. Itt, ahol a Kara-Darja völgye elszűkül, kereskedelmi posztot és vámhivatalt hoztak létre az ősi selyemút egyik ágán, amely a Fergána-völgyön keresztül Kasgarba vezetett. Az itt végzett ásatások során a kereszténység előtti erődítmények nyomait találták fel. A városról szóló 10. századi beszámolók olyan arab írók munkáiban maradtak fenn, mint Al-Muqaddasi és Ibn Hawqal. Ez a város a Karahánidák egyik fővárosa volt, majd  szakadás után Muhammad ibn Naszr lakóhelyévé vált.

## Éghajlata
A város területén a télutó viszonylag meleg. Tavasszal és ősszel a monszun a jellemző, különösen az elmúlt 10 évben, a nyár azonban forró és száraz.

## Nevezetességek
- Minaret - Az Özgöni Régészeti-Építészeti-Múzeum-Komplexumhoz tartozik. A belváros közelében, a komplexum északi oldalán áll a 27,5 méter magas minaret. A minaret valószínűleg a karahánidák Buharában és Vobkentben épített hasonló minaretjeinek a modellje. Az eredeti sokkal magasabb és az alapján 8,5 m széles, kúpos torony felső részét a 16. században földrengés pusztította el. A mai épületet a kilátóplatform felett egy kupola koronázza.

- Mauzóleumok - A minarettől körülbelül 150 méterrel délkeletre áll Özgön mauzóleuma, mely három egymással összeépített, égetett téglából épült mauzóleum, lenyűgöző faldekorációval a nyugatra néző portáloldalon, amelyek az első pillantásra egyetlen épületnek tűnnek. Ezek azon kevés korai iszlám struktúrák közé tartoznak, amelyek túlélték Dzsingisz kán 1212 és 1220 közötti transzoxániai hódítását. A három mauzóleum közül a legrégibb és legnagyobb a középső, Buhara és Szamarkand hódítójának, az 1013-ban elhunyt

- Arslan-Ilek Nasr-ben-Ali-nak a mauzóleuma. A 12 m magas épület négyzetes alaprajza körülbelül 11,5 m oldalhosszúságú. Az épület elejét díszes terrakotta és faragott alabástrom, melyet geometriai alakzatok és indák mintázatával díszítettek. 
- Jalal al-Din al-Hussein téglalap alakú mauzóleumát, amelyet az északi részen 1152-ben adtak az épületegyütteshez, a teljes homlokzat díszítése jellemzi. 
- Az 1186-ban épült déli mauzóleumról már nem ismert, hogy kinek épült; ez a legkisebb, de a legkorábban dísztárgyakkal, arabeszkékkel díszített.

## Itt születtek, itt éltek
- Szalizsan Sakirovics Saripov (született 1964) – oroszországi üzbég űrhajós